# Stanisław Czudowski
Stanisław Czudowski (ur. 31 stycznia 1919 w Tule, zm. 10 lutego 2006) – polski inżynier leśnictwa, poseł na Sejm PRL V i VI kadencji.

## Życiorys
Ukończył Państwową Średnią Szkołę Rolniczo-Leśną w Żyrowiczach. W 1935 został praktykantem w Nadleśnictwie Brześć, a w 1939 podjął pracę w Biurze Urządzania i Projektów Leśnictwa w Łodzi. Po wybuchu wojny przystąpił do Ochotniczych Brygad w Warszawie, z której następnie udał się do Brześcia. Na początku 1940 wcielono go do jednostki wojskowej w Leningradzie, gdzie służył do końca lutego 1941. Następnie był kierownikiem smolarni w Brześciu, a od 1942 do 1944 walczył w oddziale partyzanckim „Watra IV” w 30 Poleskiej Dywizji Piechoty Armii Krajowej (pod pseudonimem „Andrzej”). W maju 1944 został ciężko ranny w nogę podczas bombardowania Brześcia, po czym przeszedł do pracy w pracowni fotograficznej. W 1948 został zatrudniony w Dyrekcji Lasów w Gdańsku. Następnie, od maja 1949, pracował w Nadleśnictwie Brok, skąd w 1952 przeszedł do Rejonu Lasów Państwowych w Ostrowi Mazowieckiej. Od początku października 1956 był dyrektorem Rejonu Lasów Państwowych w Przasnyszu. W 1957 ukończył studia zaoczne na Wydziale Leśnym Szkoły Głównej Gospodarstwa Wiejskiego w Warszawie. Od listopada 1958 do kwietnia 1972 był nadleśniczym w Nadleśnictwie Jegiel, w powiecie wyszkowskim. Realizował m.in. projekty doświadczalne.
Od 1954 należał do Polskiej Zjednoczonej Partii Robotniczej, gdzie zasiadał w Warszawskim Komitecie Wojewódzkim oraz w egzekutywie Komitetu Powiatowego w Wyszkowie. W 1969 i 1972 uzyskiwał mandat posła na Sejm PRL w okręgu Ostrołęka. Przez dwie kadencje zasiadał w Komisji Leśnictwa i Przemysłu Drzewnego, której w trakcie VI kadencji był zastępcą przewodniczącego. Ponadto w trakcie V kadencji zasiadał w Komisji Oświaty i Nauki, a w trakcie VI w Komisji Oświaty i Wychowania.
W 2001 został mianowany przez prezydenta na stopień podporucznika Wojska Polskiego.

## Życie prywatne
Syn Jana. Z żoną Ireną (1921–1986) miał synów: Andrzeja, Mirosława, Wiesława i Lecha. Po jej śmierci ożenił się z Jadwigą Golanko. Pochowany na cmentarzu w Ostrowi Mazowieckiej.

## Odznaczenia
- Złoty Krzyż Zasługi
- Krzyż Komandorski Orderu Odrodzenia Polski
- Krzyż Kawalerski Orderu Odrodzenia Polski
- Odznaka „Weteran Walk o Wolność i Niepodległość Ojczyzny”
- Medal Komisji Edukacji Narodowej
- Medal 30-lecia Polski Ludowej
- Medal 40-lecia Polski Ludowej
- Odznaka „Zasłużony dla Leśnictwa i Przemysłu Drzewnego”
- Złoty Medal Zasługi Łowieckiej
- Srebrny Medal Zasługi Łowieckiej
- Odznaka 1000-lecia Państwa Polskiego
- Medal PCK
- Medal OSP
- Medal TPD